# Граньяни, Марк-Андре
Марк-Андре́ Гранья́ни (фр. Marc-André Gragnani; род. 11 марта 1987, Монреаль, Квебек, Канада) — канадский хоккеист, защитник. На драфте НХЛ 2005 года был выбран в 3-м раунде под общим 87-м номером клубом «Баффало Сейбрз».
Выступал за клубы Национальной хоккейной лиги (НХЛ) «Баффало Сейбрз», «Ванкувер Кэнакс», «Каролина Харрикейнз» и «Нью-Джерси Девилз». В Континентальной хоккейной лиге (КХЛ) выступал за пражский «Лев», «Динамо» (Минск) и «Куньлунь Ред Стар». Сезон 2014/15 провёл в клубе «Берн» из Швейцарской национальной лиги (NLA).
Бронзовый призёр Олимпийских игр 2018 года в составе сборной Канады. Серебряный призёр юниорского чемпионата мира (2005). Обладатель Кубка Швейцарии (2015). По итогам сезона 2010/11 в составе команды Американской хоккейной лиги (АХЛ) «Портленд Пайретс» признавался лучшим защитником (обладатель «Эдди Шор Эворд») и включался в первую Сборную всех звёзд лиги. В 2018 и 2019 годах выбирался для участия в Матчах всех звёзд КХЛ.

## Карьера
В юниорском возрасте Граньяни выступал в Главной юниорской хоккейной лиге Квебека (QMJHL) за команду «Пи-И-Ай Рокет», которая выбрала его на драфте лиги под общим 52-м номером. В составе «Рокет» Марк-Андре демонстрировал результативную игру, набирая в сезонах 2005/06 и 2006/07 больше одного результативного балла за матч. На драфте НХЛ 2005 года он был выбран в третьем раунде под общим 87-м номером клубом «Баффало Сейбрз». Хотя изначально Граньяни и позиционировался как защитник, во время своего первого профессионального сезона он всё чаще исполнял роль левого нападающего. 23 февраля 2008 года Граньяни провел свой первый матч в НХЛ в составе «Сейбрз».
В апреле 2009 года Граньяни, выступая за фарму-клуб «Сейбрз» в Американской хоккейной лиги (АХЛ), установил новый рекорд результативности для защитников «Портленд Пайретс» в регулярном сезоне — 51 очко. Также он установил клубный рекорд по количеству результативных передач среди защитников — 42 ассистентских балла. В 2011 году он обновил оба своих собственных рекорда, заработав 48 передач и набрав 60 очков за один сезон в качестве защитника. Граньяни вошёл в основной состав «Баффало» лишь в марте 2011 года. Его первый гол в НХЛ пришёлся на матч против «Каролины Харрикейнз», состоявшийся 3 апреля 2011 года. 28 февраля 2012 года в результате большого обмена между «Баффало» и «Ванкувером», Граньяни перебрался в «Кэнакс».
В июле 2012 года заключил однолетний контракт с «Каролиной Харрикейнз». Защитник не сумел закрепиться в основном составе «Харрикейнз», проведя большую часть сезона в команде АХЛ — «Шарлотт Чекерс».
В 2013 году Граньяни решил продолжить карьеру в Европе, подписав двухлетний контракт с клубом Континентальной хоккейной лиге (КХЛ) «Лев» (Прага). В составе пражской команды канадец в первый свой сезон в лиге дошёл до финала Кубка Гагарина, победителем которого стал магнитогорский «Металлург». «Лев» по окончании сезона 2013/14 объявил о своём банкротстве. Марк-Андре согласовал расторжение контракта и, став свободным агентом, подписал соглашение на 1 год с клубом Швейцарской национальной лиги «Берн». Граньяни стал самым результативным защитников в команде, набрав 37 (8+29) очков в 49 играх. По итогам сезона он был включён Сборную всех звёзд NLA. Вместе с «Берном» защитник стал обладатель Кубка Швейцарии 2015.
Летом 2015 года Марк-Андре решил вернуться в НХЛ, подписав однолетний контракт с «Нью-Джерси Девилз». Но вновь ему не удалось закрепиться в НХЛ и практически весь сезон он отыграл в фарм-клубе «Девилз» в АХЛ — «Олбани». По окончании сезона защитник покинул «Нью-Джерси Девилз» и подписал годичный договор с клубом КХЛ «Динамо» (Минск). В первый свой сезон Граньяни стал самым результативным защитником минчан, набрав 37 (4+33) очков в 56 матчах. 31 июля 2017 года «Динамо» продлило на год контракт с канадцем. По ходу 2017/18 Марк-Андре принял участие в Матче звёзд КХЛ 2018. В августе 2012 года Граньяни подписал контракт с другим клубом КХЛ — «Куньлунь Ред Стар». Защитник вновь показывал результативный хоккей, пока не получил травму, из-за которой пропустил большую часть сезона и Матч звёзд КХЛ 2019. Перед сезоном 2019/20 Марк-Андре вернулся в минское «Динамо». Он пропустил начало сезона из-за повреждения, которое не позволяло ему летать на самолёте. Восстановившись от травмы, Граньяни стал лидером защиты минчан. 3 октября 2019 года в матче против «Трактора» отметился заброшенной шайбой, что позволило ему стать лучшим защитником-бомбардиром в истории минского «Динамо». По истечении контракта, 30 апреля 2020 года, хоккеист сообщил о задержках зарплаты в «Динамо» и раскритиковал методы борьбы с COVID-19 в Республике Беларусь.
11 февраля 2021 года подписал контракт с клубом «Юргорден».

## Статистика
| Легенда | Легенда                    | Легенда | Легенда                   | Легенда | Легенда    |
| ------- | -------------------------- | ------- | ------------------------- | ------- | ---------- |
| И       | Количество проведённых игр | Штр     | Штрафное время            | +/−     | Плюс-минус |
| Г       | Голы                       | П       | Голевые передачи          | О       | Очки       |
| -       | Статистика неизвестна      | —       | Статистика не учитывалась |         |            |

## Достижения
| Год  | Команда         | Достижение                                   | Достижение |
| ---- | --------------- | -------------------------------------------- | ---------- |
| 2005 | Канада (юниор.) | Серебряный призёр юниорского чемпионата мира |            |
| 2015 | Берн            | Обладатель Кубка Швейцарии                   |            |
| 2018 | Канада          | Бронзовый призёр Олимпийских игр             |            |

| Год  | Команда          | Достижение                                | Достижение |
| ---- | ---------------- | ----------------------------------------- | ---------- |
| 2011 | Портленд Пайретс | Попадание в первую Сборную всех звёзд АХЛ |            |
| 2011 | Портленд Пайретс | Обладатель «Эдди Шор Эворд»               |            |
| 2015 | Берн             | Попадание в Сборную всех звёзд NLA        |            |
| 2018 | Динамо Минск     | Участник Матча всех звёзд КХЛ             |            |

### Комментарии
1. ↑  в 2019 году был выбран, но не играл из-за травмы